# Aphis astericola
Aphis astericola är en insektsart som beskrevs av Tissot 1933. Aphis astericola ingår i släktet Aphis och familjen långrörsbladlöss. Inga underarter finns listade i Catalogue of Life.